# 高雄市立楠梓特殊學校
高雄市立楠梓特殊學校（英語：Kaohsiung Municipal Nanzhih Special School）是一所位於臺灣高雄市楠梓區的市立特殊學校，於1998年7月1日成立。

## 歷史沿革
1990年代高雄市內並無適性之教學資源給予有需要的啟聰、啟明類學童，基於提供身心障礙者充分的就學機會和特殊教育所需資源，高雄市政府於1994年籌設一間綜合性的特殊學校並命名為「楠梓特殊學校」。
根據該校官方網站所述，高雄市立楠梓特殊學校實際招生以高中部和高職部為主。
招生類別及各類別的班級數分別為：啟智類12班、啟聰類0班、啟明類1班。
楠梓特殊教育學校落成後自1998年起逐年設班，除了兼收多重障礙、學習障礙等學生外，也於1997年在中華民國教育部補助支持下成立中途學校，招收、教育並輔導因故失學的學生。

## 外部連結
- 高雄市立楠梓特殊學校